# D.W. Griffith
David Lewelyn Wark Griffith (Crestwood (Oldham County, Kentucky), 22 januari 1875 – Hollywood (Californië), 23 juli 1948) was een Amerikaans filmregisseur, waarschijnlijk het best bekend door zijn film The Birth of a Nation. Hij staat over het algemeen bekend als D.W. Griffith.

## Leven
Hij werd geboren als zoon van een kolonel uit de Amerikaanse Burgeroorlog die vocht aan de kant van het Zuiden. Zijn vader stierf toen hij tien jaar oud was en Griffith moest werk zoeken in Louisville. Na een aantal teleurstellende baantjes ging hij op tournee met toneelgezelschappen die melodrama's speelden.
Hij begon zijn loopbaan als een veelbelovend toneelschrijver en verkocht een stuk voor 1000 dollar. Hij verhuisde naar New York, maar mislukte. Daarna werd hij acteur. Hij vond zijn weg naar de jonge filmwereld van de photoplays en begon al snel te regisseren. Tussen 1907 en 1913 maakte hij voor de Biograph Company 450 korte films. Zijn film In Old California uit 1910 is de allereerste film die werd opgenomen in Hollywood.
Door deze grote productie kreeg Griffith de mogelijkheid te experimenteren met cross-cutting, camerabewegingen als long shot, mid-shot en close-up en andere methodes van manipulatie, zoals heen en weer springen in tijd en ruimte. In 1911 maakte hij Enoch Arden, de eerste langere speelfilm op twee rollen. In 1913 kreeg hij moeilijkheden met zijn film Judith Bethulia op vier rollen, die Biograph te lang vond en niet wilde distribueren.
Griffith was ervan overtuigd dat langere films financieel een succes zouden worden. Daarom werd hij medeoprichter van Triangle (1915), die The Birth of a Nation produceerde naar het boek The Clansmen (1905) van Thomas Dixon. Deze film werd deels met zijn eigen geld gefinancierd en bracht 60 miljoen dollar op. Nadat hij veel kritiek gekregen had op deze film, bracht hij Intolerance uit, maar deze film flopte. Het bedrijf ging failliet in 1917 en Griffith ging aan het werk bij Artcraft (deel van Paramount) en later bij First National (1919-1920). In dezelfde tijd was hij medeoprichter van United Artists met Charlie Chaplin, Mary Pickford en Douglas Fairbanks.

## Controversieel figuur

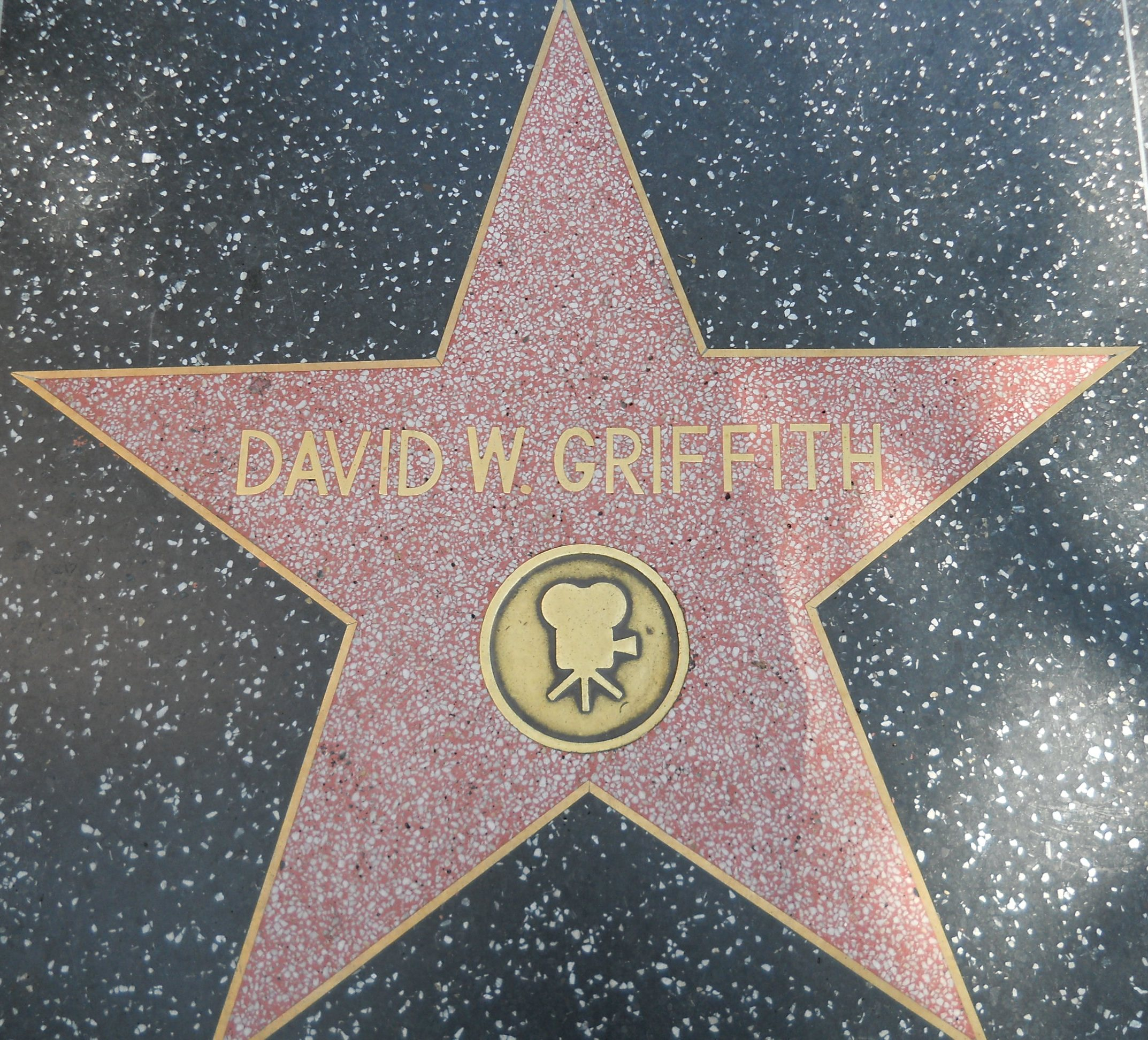
Ster van D.W. Griffith op de Hollywood Walk of Fame

Griffith was een controversieel figuur. De film The Birth of a Nation was enorm populair toen hij werd uitgebracht in 1915: 25 miljoen Amerikanen zagen deze speelfilm. Voor velen was het de eerste film die ze zagen. Maar de film was ook een startpunt voor de opnieuw groeiende populariteit van de Ku Klux Klan in de Verenigde Staten. Tegenwoordig wordt de film hemelhoog geprezen vanwege de filmische kwaliteit en de stimulans voor de filmkunst maar verfoeid vanwege het onverholen racisme. Griffith kon zich enigszins beroepen op de geschiedwerken uit die periode, onder andere A history of the American People van de latere president Woodrow Wilson. Deze gaven een misleidend beeld van de periode van de Reconstructie waarin The Birth of a nation speelt.

## Betekenis
Griffith wordt soms ook wel de vader van de beeldtechniek genoemd. Deskundigen zijn het erover eens dat vrijwel geen van Griffiths verbeteringen origineel zijn, maar toch wordt hij gezien als pionier in de ontwikkeling van de beeldtaal. Hij heeft mise-en-scène en specifieke technieken voor filmediting ingebracht. Toch gebruikte hij nog veel elementen van de vroegere stijl van filmmaken van voor het klassieke Hollywood continuïteitssysteem. Deze technieken zijn onder meer frontal staging, overdreven gebaren, weinig camerabeweging en geen point of view beelden. Zijn cameraman Billy Bitzer heeft hier ongetwijfeld ook aan bijgedragen.

## Filmografie
D.W. Griffith maakte tussen 1908 en 1931 meer dan 500 films. Hieronder staan de belangrijkste uit zijn oeuvre.
- Lady Helen's Escapade (1909)
- A Corner in Wheat (1909)
- The Birth of a Nation (1915)
- Intolerance (1916)
- Broken Blossoms (1919)
- Way Down East (1920)
- Orphans of the Storm (1921)
- America (1924)
- Abraham Lincoln (1930)